# 탄중푸라 대학교
탄중푸라 대학교(문화어: 딴중뿌라 대학교, 인도네시아어: Universitas Tanjungpura 우니베르시따스 딴중뿌라[*], 영어: Tanjungpura University)는 줄여서 Untan로 알려진 인도네시아 서칼리만탄 주에 있는 대학교이다. 주 캠퍼스는 폰티아낙 시 남동구에 위치하며 다른 캠퍼스는 쿠부라야 현 숭아이라야 구에 있다.

## 학부와 전공

### 경제학부
- 경영 전공
- 회계 전공
- 경제학 전공

### 법학부
- 법학 전공

### 사회정치과학부
- 정치과학 전공
- 사회학 전공
- 정부과학 전공
- 국제 관계 전공
- 사회 인류학 전공

### 의학부
- 의학 전공
- 약학 전공
- 간호 전공

### 산림학부
- 산림학 전공

### 수학·과학부
- 수학 전공
- 물리학 전공
- 화학 전공
- 생물학 전공
- 통계학 전공
- 해양학 전공
- 지구물리학 전공
- 정보 계통 전공
- 컴퓨터 계통 전공

### 농학부
- 농학 전공

### 공학부
- 토목공학 전공
- 건축학 전공
- 전자공학 전공
- 정보공학 전공
- 산업공학 전공

### 교육부
- 수학 교육 전공
- 물리학 교육 전공
- 화학 교육 전공
- 생물학 교육 전공
- 지리학 교육 전공
- 역사 교육 전공
- 경제학 교육 전공
- 인도네시아어 교육 전공
- 영어 교육 전공
- 중국어 교육 전공